# Nastrosz półpawik
Nastrosz półpawik, gryzuń półpawik (Smerinthus ocellata syn. Smerinthus ocellatus) – owad z rzędu motyli. Skrzydła o rozpiętości 70–78 mm, od szaro-różowych do brunatno-oliwkowych z rysunkiem mającym formę falistych, załamanych przepasek. Na tylnych skrzydłach tzw. pawie oko na różowym tle.
Gąsienice żerują od lipca do września. Podstawowymi roślinami żywicielskimi są różne gatunki wierzby, dodatkowymi brzoza, jabłoń domowa, czeremcha pospolita, kalina koralowa, grusza pospolita i topola. Na zimę zakopują się w ziemi, gdzie zamieniają się w połyskujące czarnoczerwone poczwarki. Niekiedy pojawia się częściowe drugie pokolenie. Owady dorosłe można spotkać od połowy maja do końca lipca; latają nocą, ale nie pobierają pokarmu.
Typowe biotopy tego motyla to sady, ogrody, lasy liściaste i mieszane, parki oraz nadrzeczne zarośla.

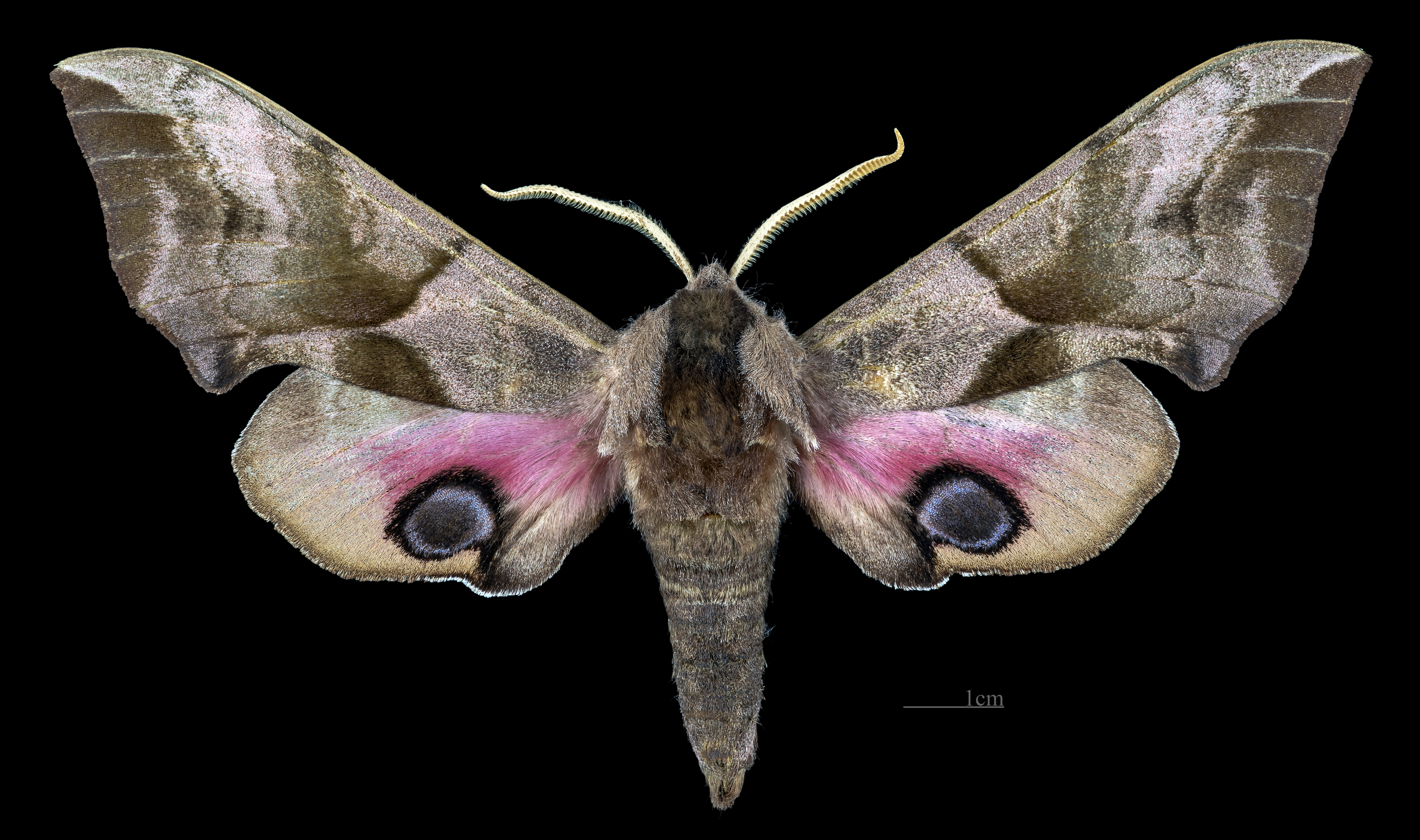
Smerinthus ocellata ♀
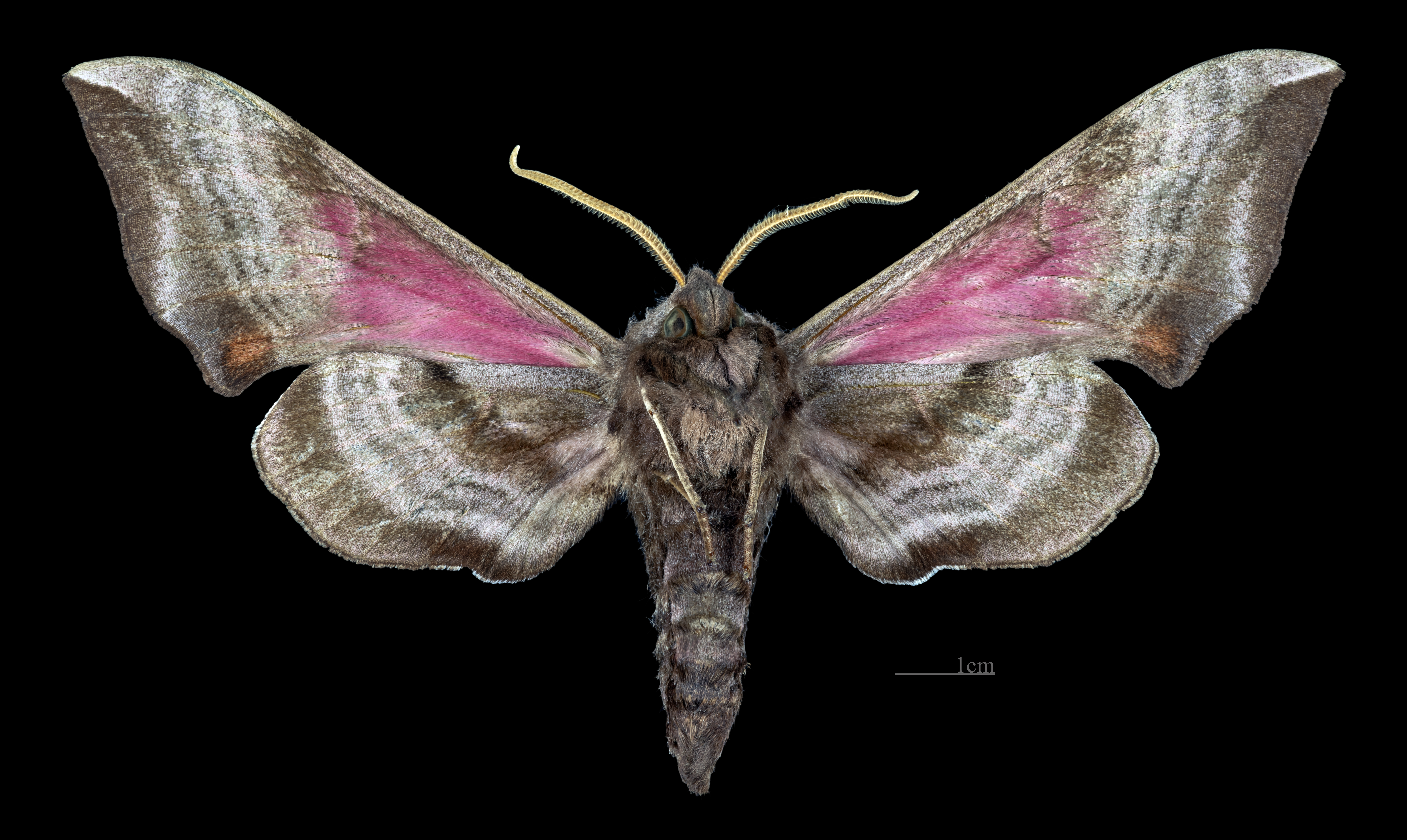
Smerinthus ocellata ♀ △
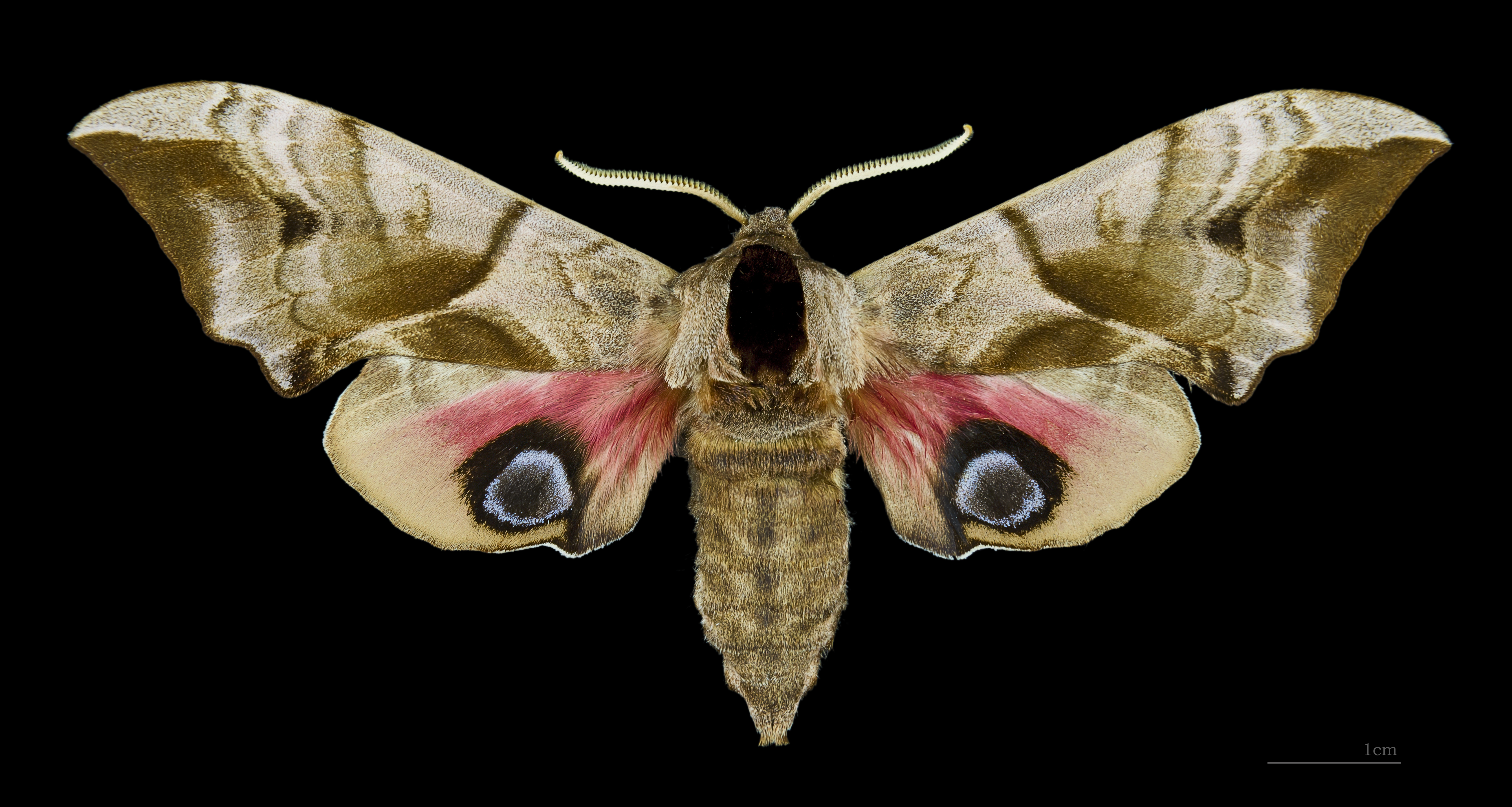
Smerinthus ocellata ♂
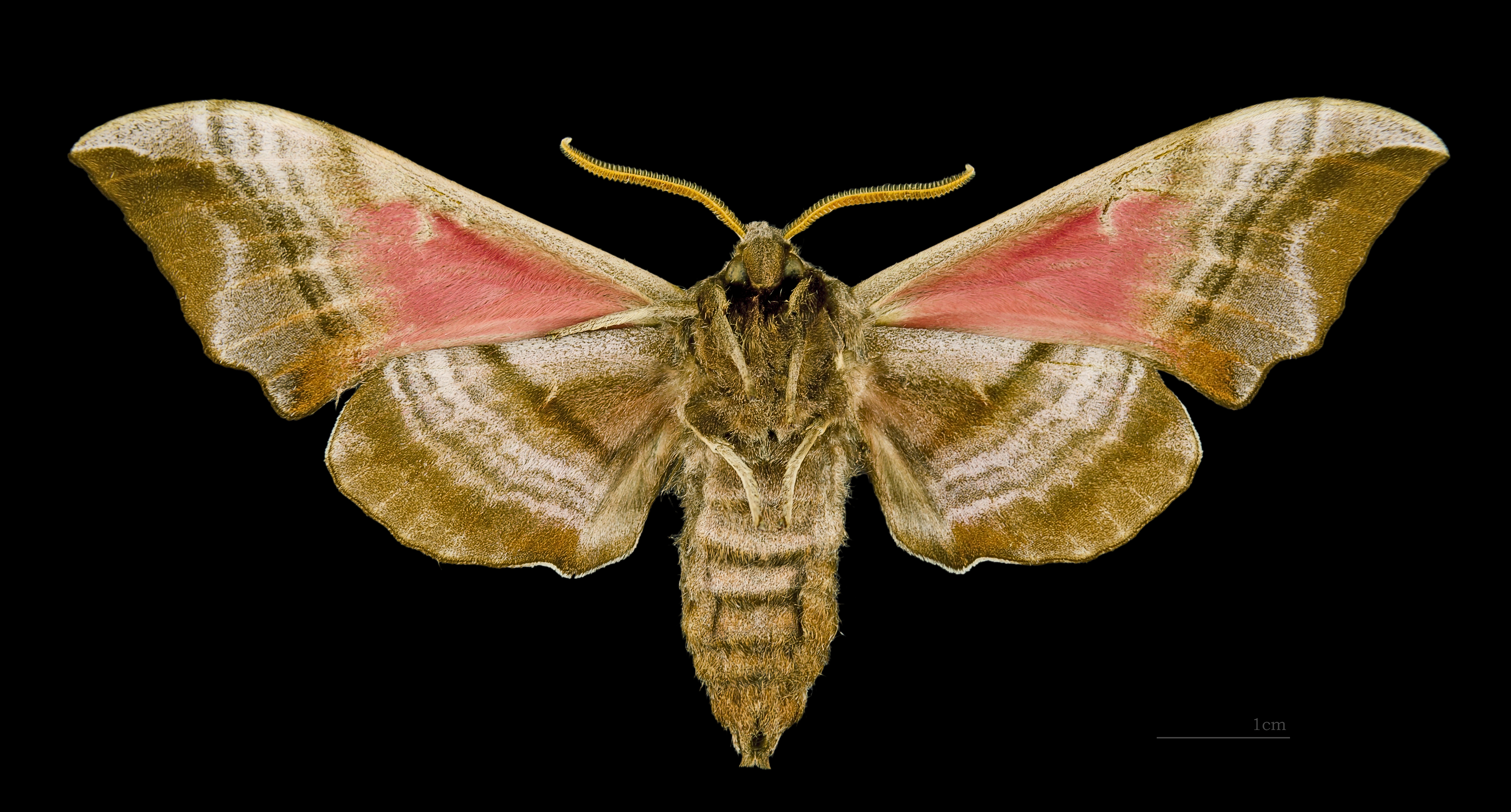
Smerinthus ocellata ♂  △
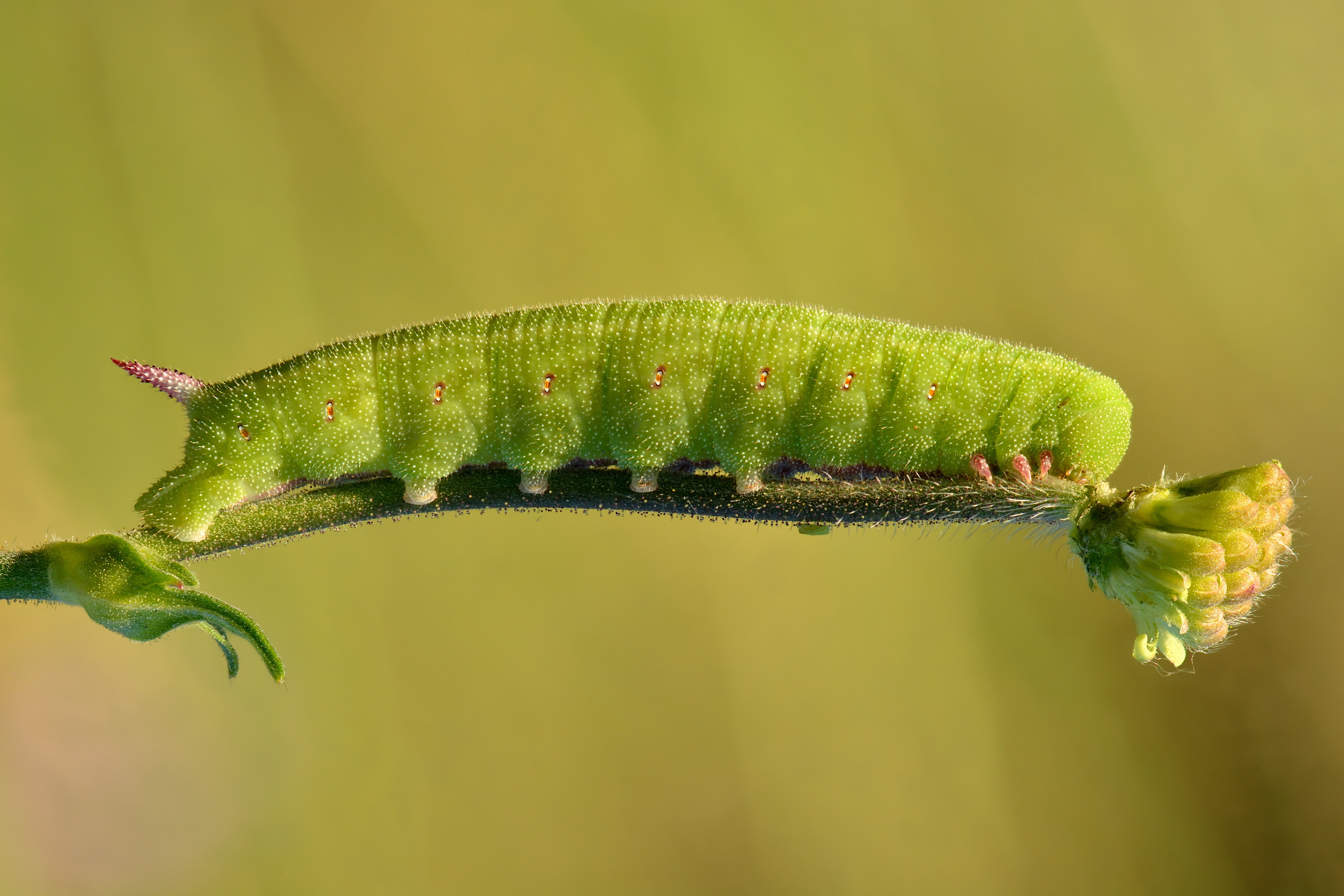
Gąsienica